# Forsstroemia noguchii
Forsstroemia noguchii là một loài Rêu trong họ Leucodontaceae. Loài này được L. R. Stark mô tả khoa học đầu tiên năm 1983.